# Avery Hopwood
Avery Hopwood, né à Cleveland (Ohio) le 28 mai 1882 et mort à Juan-les-Pins (Alpes-Maritimes) le 1er juillet 1928, est un dramaturge américain.

## Biographie
Avery Hopwood fut diplômé de l'université du Michigan, université qui décerne aux écrivains un prix littéraire Hopwood, remporté entre autres par Arthur Miller et Lawrence Kasdan. Nombre d'œuvres récompensées par ce prix ont été jouées à Broadway ou adaptées au cinéma.

## Adaptations cinématographiques
Sauf indication contraire, ces informations proviennent de l'Internet Movie Database
- 1914 : Clothes réalisé par Francis Powers (pièce homonyme, coécrite par Channing Pollock)
- 1914 : Seven Days (Pièce homonyme)
- 1915 : Judy Forgot réalisé par T. Hayes Hunter
- 1918 : Our Little Wife réalisé par Edward Dillon
- 1919 : Sadie Love réalisé par John S. Robertson
- 1919 : Fair and Warmer réalisé par Henry Otto (pièce homonyme)
- 1920 : Guilty of Love réalisé par Harley Knoles (pièce This Woman, This Man)
- 1920 : Clothes réalisé par Fred Sittenham (pièce homonyme)
- 1921 : The Little Clown réalisé par Thomas N. Heffron
- 1923 : The Gold Diggers réalisé par Harry Beaumont (pièce homonyme)
- 1924 : The Girl in the Limousine réalisé par Larry Semon et Noel M. Smith (pièce homonyme)
- 1925 : Miss Bluebeard réalisé par Frank Tuttle (pièce Little Miss Bluebeard)
- 1925 : The Best People de Sidney Olcott
- 1926 : L'Oiseau de nuit (The Bat) réalisé par Roland West (pièce homonyme)
- 1927 : Nobody's Widow réalisé par Donald Crisp (pièce homonyme)
- 1927 : Getting Gertie's Garter réalisé par E. Mason Hopper
- 1928 : The Garden of Eden réalisé par Lewis Milestone (pièce homonyme)
- 1928 : Ladies' Night in a Turkish Bath réalisé par Edward F. Cline
- 1929 : Gold Diggers of Broadway réalisé par Roy Del Ruth (pièce The Gold Digger)
- 1930 : Her Wedding Night réalisé par Frank Tuttle
- 1930 : Fast and Loose réalisé par Fred C. Newmeyer (pièce The Best People)
- 1930 : The Bat Whispers réalisé par Roland West (pièce The Bat)
- 1931 : Minha Noite de Núpcias réalisé par E. W. Emo
- 1931 : Marions-nous réalisé par Louis Mercanton
- 1931 : Su noche de bodas réalisé par Louis Mercanton et Florián Rey
- 1931 : Ich heirate meinen Mann réalisé par E. W. Emo
- 1932 : La Belle Nuit (This Is the Night) réalisé par Frank Tuttle (pièce Naughty Cinderella)
- 1933 : Night of the Garter réalisé par Jack Raymond
- 1933 : Chercheuses d'or de 1933 (Gold Diggers of 1933) réalisé par Mervyn LeRoy (pièce The Gold Digger)
- 1937 : Le Mari qu'il me faut (Der Mustergatte) réalisé par Wolfgang Liebeneiner (pièce Fair and Warner)
- 1938 : Unsere kleine Frau réalisé par Paul Verhoeven (pièce Our Little Wife)
- 1944 : Gröna hissen réalisé par Börje Larsson (pièce Fair and Warner)
- 1945 : Getting Gertie's Garter réalisé par Allan Dwan
- 1951 : Elle cherche un millionnaire (Painting the Clouds with Sunshine) réalisé par David Butler (pièce The Gold Diggers)
- 1952 : Oppåt med gröna hissen réalisé par Börje Larsson (pièce Fair and Warner)
- 1959 : Le Masque (The Bat) réalisé par Crane Wilbur (pièce The Bat)
- 1981 : Den Grønne heisen réalisé par Odd-Geir Sæther

## Pièces présentées à Broadway
Sauf indication contraire, ces informations proviennent de l'Internet Movie Database
- 1898-1899 : A Runaway Girl (du 25 août 1898  au 25 février 1899)
- 1906-1968 : Clothes (du 11 septembre 1906 à décembre 1968)
- 1909 : This Woman and This Man (du 22 février à mars)
- 1909-1910 : Seven Days (du 10 novembre 1909  à octobre 1910)
- 1910 : Judy Forgot (du 6 octobre au 12 novembre)
- 1910-1911 : Nobody's Widow (du 15 novembre 1910 à mai 1911)
- 1913 : Somewhere Else (du 20 janvier au 25 janvier)
- 1915 : Fair and Warmer (du 6 au 7 novembre)
- 1915-1916 : Sadie Love (du 29 novembre 1915 à février 1916)
- 1916 : Our Little Wife (du 18 novembre à décembre)
- 1918 : Double Exposure (du 27 août à septembre)
- 1919 : Tumble In (du 24 mars au 12 juillet)
- 1919-1920 : The Gold Diggers (du 30 septembre 1919 à juin 1920)
- 1919-1920 : The Girl in the Limousine (du 6 octobre 1919 à février 1920)
- 1920-1921 : Ladies' Night (du 9 août 1920 à juin 1921)
- 1920-1921 : Spanish Love (du 17 août 1920 à mai 1921)
- 1920-1922 : The Bat (du 23 août 1920 à septembre 1922)
- 1921 : Getting Gertie's Garter (du 1er août à novembre)
- 1921-1922 : The Demi-Virgin (du 18 octobre 1921 à juin 1922)
- 1922-1923 : Why Men Leave Home (du 12 septembre 1922 à janvier 1923)
- 1923-1924 : Little Miss Bluebeard (du 28 août 1923 au 26 janvier 1924)
- 1923-1924 : The Alarm Clock (du 24 décembre 1923 à janvier 1924)
- 1924 : The Best People (du 19 août à décembre)
- 1924-1925 : The Harem (du 2 décembre 1924 à mai 1925)
- 1925-1926 : Naughty Cinderella (du 9 novembre 1925 au 20 février 1926)
- 1927 : The Garden of Eden (du 27 septembre 1927 à octobre 1927)
- 1933 : The Best People (du 15 mars 1933 à mai 1933)
- 1937 : Sea Legs (du 18 mai 1937 au 29 mai 1937)
- 1937 : The Bat (du 31 mai 1937 à juin 1937)
- 1945 : Good Night, Ladies (du 17 juin 1945 au 24 mars 1945)
- 1953 : The Bat (du 20 janvier 1953 au 7 février 1953)